# Il'ja Leonidovič Tatiščev
Il'ja Leonidovič Tatiščev (in russo Илья Леонидович Татищев?; San Pietroburgo, 11 dicembre 1859 – Ekaterinburg, luglio 1918) è stato un militare e nobile russo.
Fu aiutante di campo dello zar Nicola II di Russia e, dopo la caduta del governo imperiale con la rivoluzione di febbraio, venne giustiziato dai bolscevichi nel 1918. La Chiesa ortodossa russa fuori dalla Russia lo ha canonizzato come santo e martire, anche se tale consacrazione non è stata riconosciuta dalla chiesa ortodossa russa tradizionale.

## Biografia

### I primi anni

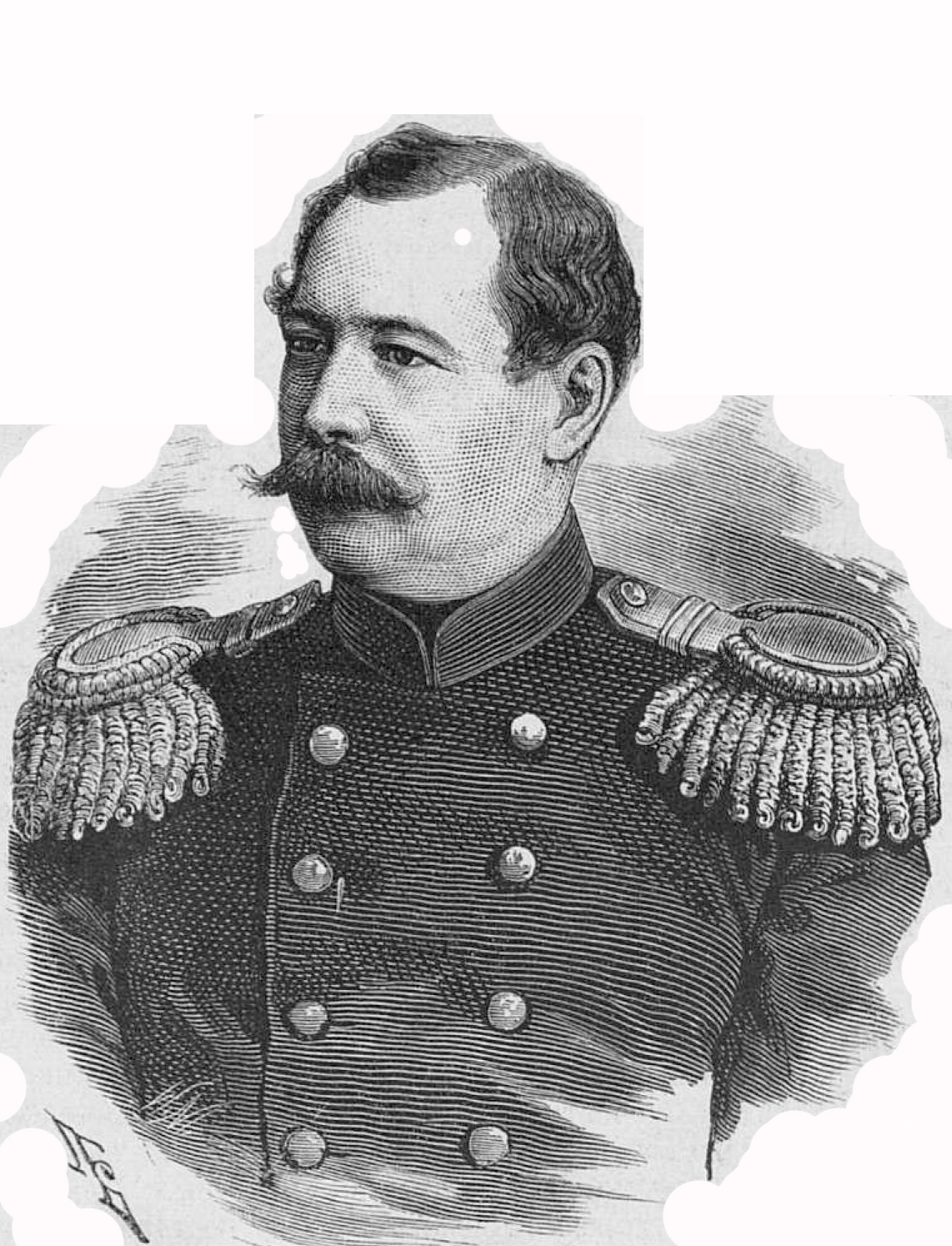
Il conte Leonid Alekseevič Tatiščev, padre di Il'ja

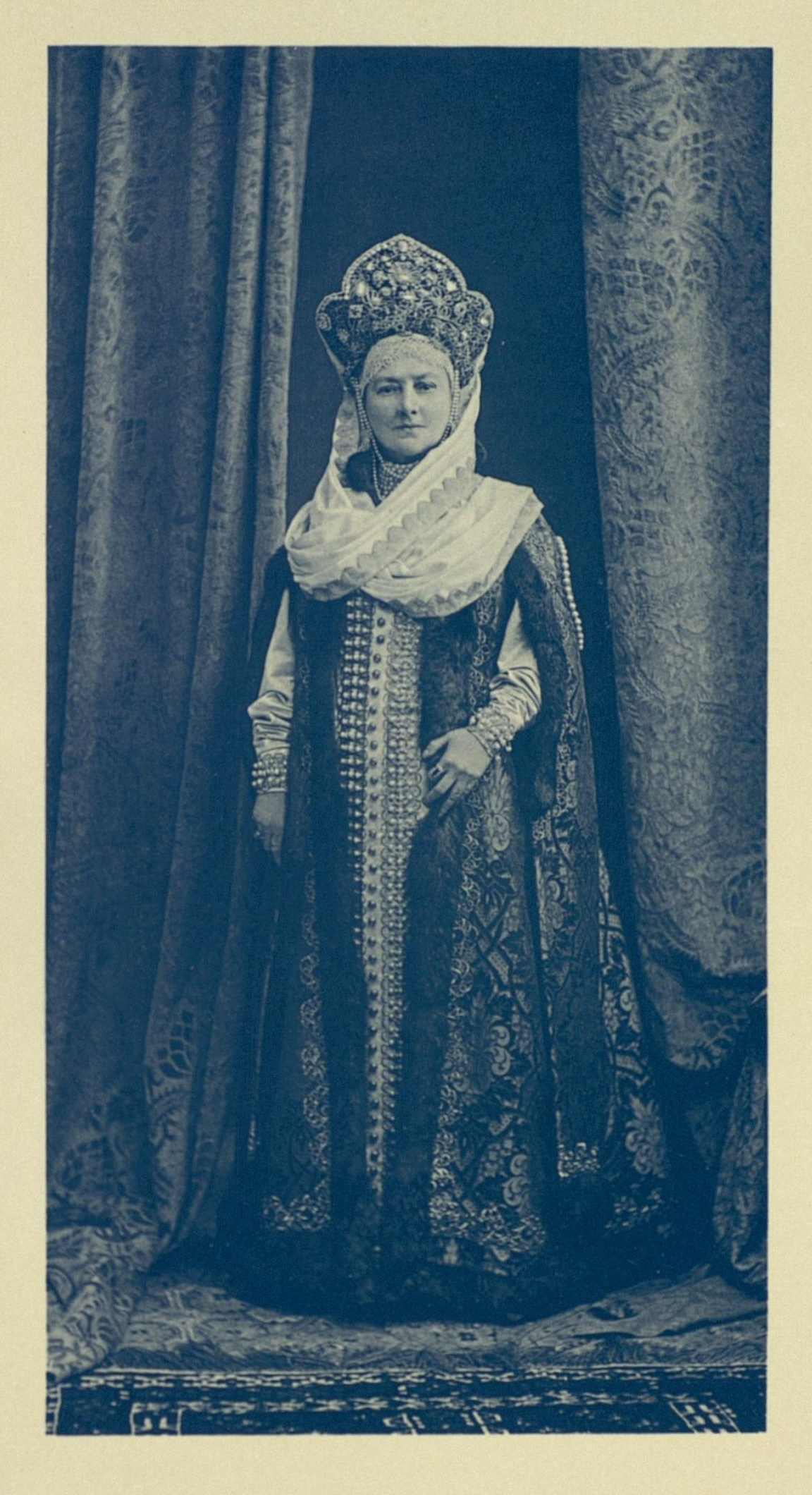
La contessa Ekaterina Tatiščeva, madre di Il'ja

Il conte Il'ja Tatiščev nacque l'11 dicembre 1859 a San Pietroburgo. Suo padre era il tenente generale conte Leonid Alekseevich Tatiščev (1827 — 1881), sua madre era Ekaterina Ilyinichna Bibikova (1836 — 1916), figlia dell'aiutante generale e generale d'artiglieria Il'ja Gavrilovič Bibikov. Sua madre era dama di compagnia della zarina Aleksandra. Nel 1879 si diplomò alla scuola dei paggi imperiali.
Assieme a suo fratello Leonid, era feudatario del villaggio di Protasovo, nel Saranskij Uezd (attuale distretto Ljambirskij), nel governatorato di Penza.

### La carriera militare
Il'ja Tatiščev iniziò la propria carriera militare nel 1877. Nel 1879 entrò in servizio nel reggimento degli ussari della guardia imperiale russa col rango di cornetta. Nel 1890 venne nominato aiutante di campo del granduca Vladimir Aleksandrovič Romanov e comandante in capo della guardia imperiale e del distretto militare di San Pietroburgo. Dopo cinque anni, nel 1895 ottenne il grado di colonnello. Dall'11 novembre 1905, venne nominato aiutante personale del granduca Vladimir Aleksandrovič. Nel 1905, il figlio del granduca, Kirill, venne espulso dalla casata imperiale di Russia per aver contratto un matrimonio impari senza autorizzazione. Il nuovo comandante, il granduca Nikolaj Nikolaevič Romanov, licenziò Il'ja Tatiščev il 6 dicembre 1905. Ad ogni modo, in quello stesso giorno, venne promosso al rango di maggiore generale ed arruolato al servizio dello zar.
In questa nuova posizione, Tatishchev rappresentò lo zar Nicola II di Russia alla corte dell'imperatore Guglielmo II di Germania, con anche il compito segreto di carpire informazioni alle forze militari tedesche. Rimase in Germania sino al 15 aprile 1914, quando chiese il ritiro dai propri incarichi ed ottenne di rientrare in patria.
Nel corso della prima guerra mondiale, Il'ja Tatiščev fu capo dell'unità sanitaria e di evacuazione della Croce Rossa per conto del duca Alessandro di Oldenburg. Nel 1916 venne promosso tenente generale della cavalleria imperiale e nominato aiutante generale dello zar Nicola II.

### La rivoluzione e la morte
Il 18 aprile 1917, si ritirò dal servizio attivo a causa di una malattia. Quando la famiglia imperiale venne arrestata, il conte Tatiščev scelse di seguirla nell'esilio forzato a Carskoe Selo.
Tatiscev seguì poi lo zar a Tobol'sk. Quando nell'aprile del 1918 Nicola II e sua moglie vennero portati a Ekaterinburg, Il'ja Tatiščev rimase a Tobolsk coi figli della coppia per volere della zarina.
Nel maggio del 1918, assieme ai figli della coppia imperiale, venne portato a Ekaterinburg dove venne tenuto in prigionia assieme al principe Vasilij Dolgorukov. I due uomini vennero giustiziati con un colpo alla testa dai bolscevichi 10 giorni prima della famiglia imperiale.
I corpi dei due vennero raccolti dalle monache del convento di Novo-Tikhvinsky e sepolti al cimitero di Ivanopsvkoe.